# Tulum (instrumento musical)

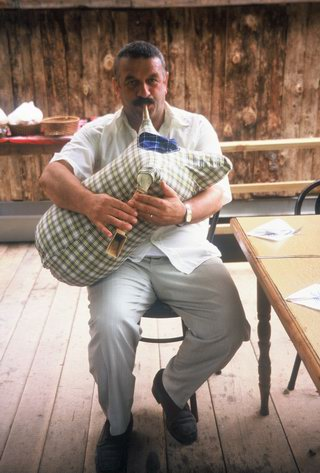
Tocador de tulum de Ardeşen, Rize

Tulum ou tulum duduki (turco) é um tipo de gaita-de-fole turca. Não possui bordões, e tem duas cantadeiras em paralelo. Utilizada principalmente por gregos pônticos, lazes e armênios hemichis. É um instrumento muito popular nas regiões de Pazar (antiga Atina), Hemşin, Çamlıhemşin (antiga Vije) e nas aldeias da região de Tatos. A tulum também é tocada por populações do nordeste da Anatólia..

## Etimologia
Tulum em turco significa odre de pele.
É também chamada de guda (laz), dankio (grego pôntico) e parkapzuk (Պարկապզուկ - armênio)